# 武田昌美
武田 昌美（たけだ まさみ）は、日本の食育専門家、料理研究家、実業家。東京都出身。

## 人物
- 桐朋学園小学校・桐朋女子中学校・高等学校卒業。
- 立教大学法学部卒業。
- 大学卒業後、商社勤務の後、日系エアラインでの客室乗務員を経て、リトルシェフクッキングを創設。

## テレビ出演
- 「キユーピー3分クッキング」（日本テレビ）
- 「こどもちゃれんじ」(ベネッセコーポレーション)
- 「こどもオレンジページ」(オレンジページ)
- 「夫が寝たあとに」(テレビ朝日)
- 「ひるまえ ほっと」(NHK)
- 「あさイチ」(NHK)
- 「まいにちスクスク」(NHK)
- 「The Wakey Show(ザ・ウェイキー・ショウ)」(NHK)
- 「NHKニュースおはよう日本」(NHK)
- 「プライムニュース イブニング」(フジテレビジョン)

## イベント出演
- 「『わたしのサラダ』をみつけよう」(キユーピー、企画・監修・出演)
- 「親子でクッキング ! with Little Chef Cooking」(ツヴィリング・J.A.・ヘンケルス、企画・監修・出演)
- 「おにぎり学校」(クレハ、レシピ開発・出演)
- 「未来の学校給食を考えるワークショップ」(中西製作所、講師)
- 「コトラボ」(オレンジページ、講師)

## 著作・執筆・雑誌・新聞
- 『AERA with Kids』(朝日新聞出版、2023年夏号、冬号、2024年春号、夏号、秋号、冬号、2025年春号、夏号)
- 『ジュニアエラ』(朝日新聞出版、2021年、2022年、2023年、2024年、2025年現在)
- 『AERA with Baby』(朝日新聞出版、2021年)
- 『Mart』(光文社、2024年)
- 『小学8年生』(小学館、2023年)
- 『VERY』(光文社、2023年)
- 『帝国ホテル IMPERIAL 』(帝国ホテル、2023年)
- 『こどもオレンジページ』
- 『リトルシェフクッキング まほうのレシピ』(春陽堂書店、2022年)
- 『賢い子は料理で育つ ―リトルシェフクッキングー』(春陽堂書店、2021年)
- 『失敗したって大丈夫！と言える子になる「子ども料理」のススメ』(クックパッド、2021年)
- 『おりょうりえほん』(クックパッド、2018年-2019年)
- 『こどもの未来と神奈川の農業』(神奈川新聞、2019年、小泉進次郎氏、JA神奈川対談)
- 『未来に役立つ8つの力が育つ週末体験あそび』(JTBパブリッシング、2019年)
- 『料理で、AI時代を生きる子どもたちの自己肯定感を養うことが鍵となる』(神奈川新聞、2019年)